# Bantón
Bantón es un municipio y una isla de la provincia de Romblón en Filipinas. Se considera, como el resto de la provincia, el corazón geográfico de Filipinas: se sitúa aproximadamente en el más centro del país.
Su territorio abarca toda la isla de Bantón, ubicada en la parte norte de la provincia y se encuentra en la parte norte del mar de Sibuyán, cerca del extremo sur de Marinduque. Es una ciudad de aproximadamente 5.000 personas, la mayoría de las cuales hablan el idioma bantoanón, una de las cinco ramas principales de los idiomas bisayos.
Se cree que Bantón ya estaba habitada por filipinos desde el período precolonial, según el análisis de algunos restos humanos descubiertos, ataúdes, un antiguo entierro y otros hallazgos arqueológicos realizados por el Museo Nacional en la década de 1930. El asentamiento actual fue fundado en 1622 por los españoles y es el asentamiento más antiguo de la provincia. Durante el período colonial estadounidense, el municipio cambió su nombre a Jones en honor del congresista estadounidense William Jones, autor de la Ley de Autonomía de Filipinas de 1916. Hoy, Bantón es uno de los prósperos municipios de Romblón, con una economía que depende de la agricultura de copra, la pesca, el tejido de palma de rafia y el turismo. La isla se conoce colectivamente como un paisaje cultural debido a su valor histórico, cultural y arqueológico para la humanidad.

## Toponimia
El nombre "Bantón" se deriva de la palabra asiática batoon, que significa "rocoso", en referencia a la topografía montañosa y rocosa de la isla debido a su origen volcánico.

## Historia

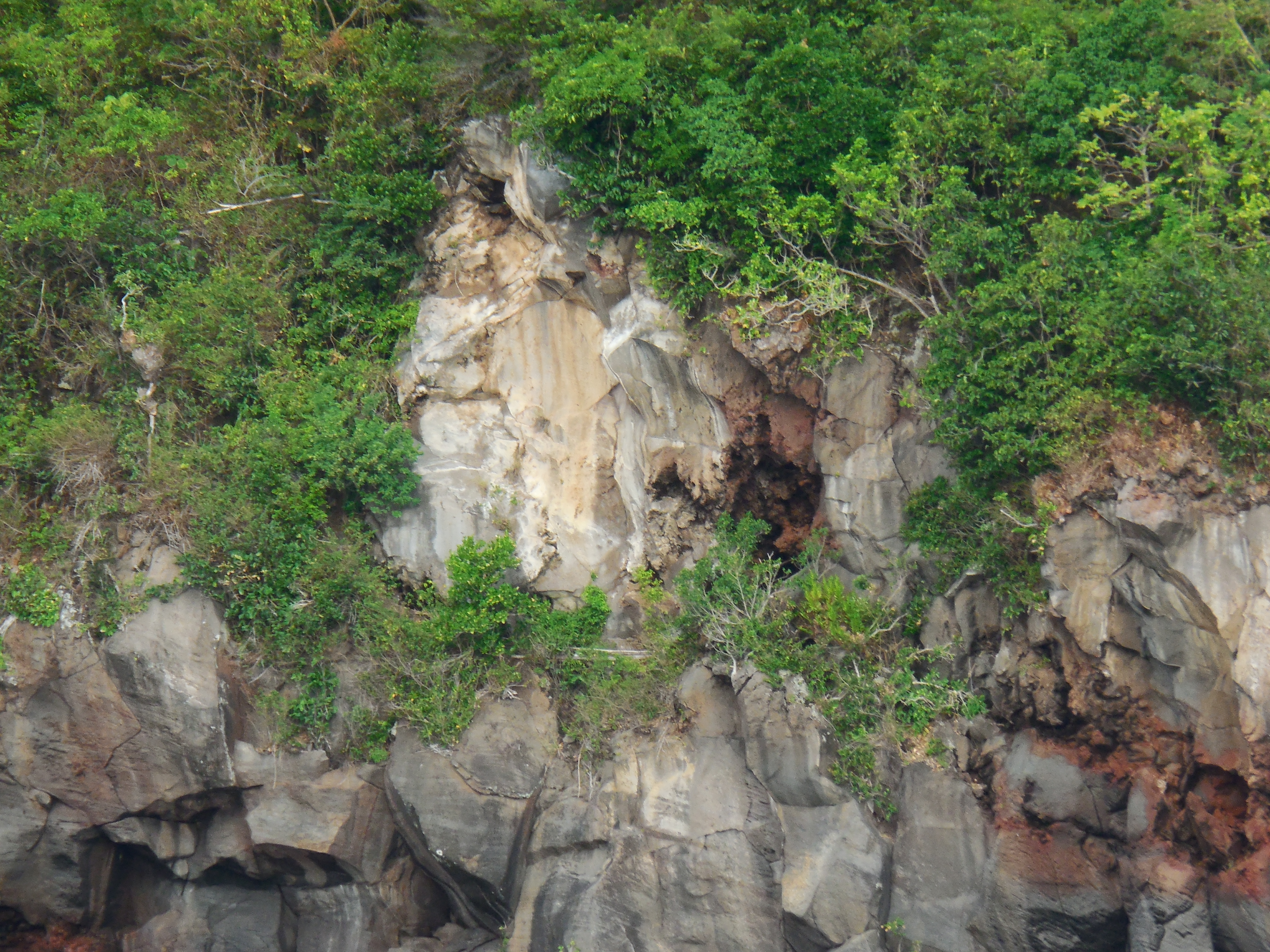
Cueva Ipot, donde se encontró la primera urdimbre textil conocida en el sudeste asiático en 1936.

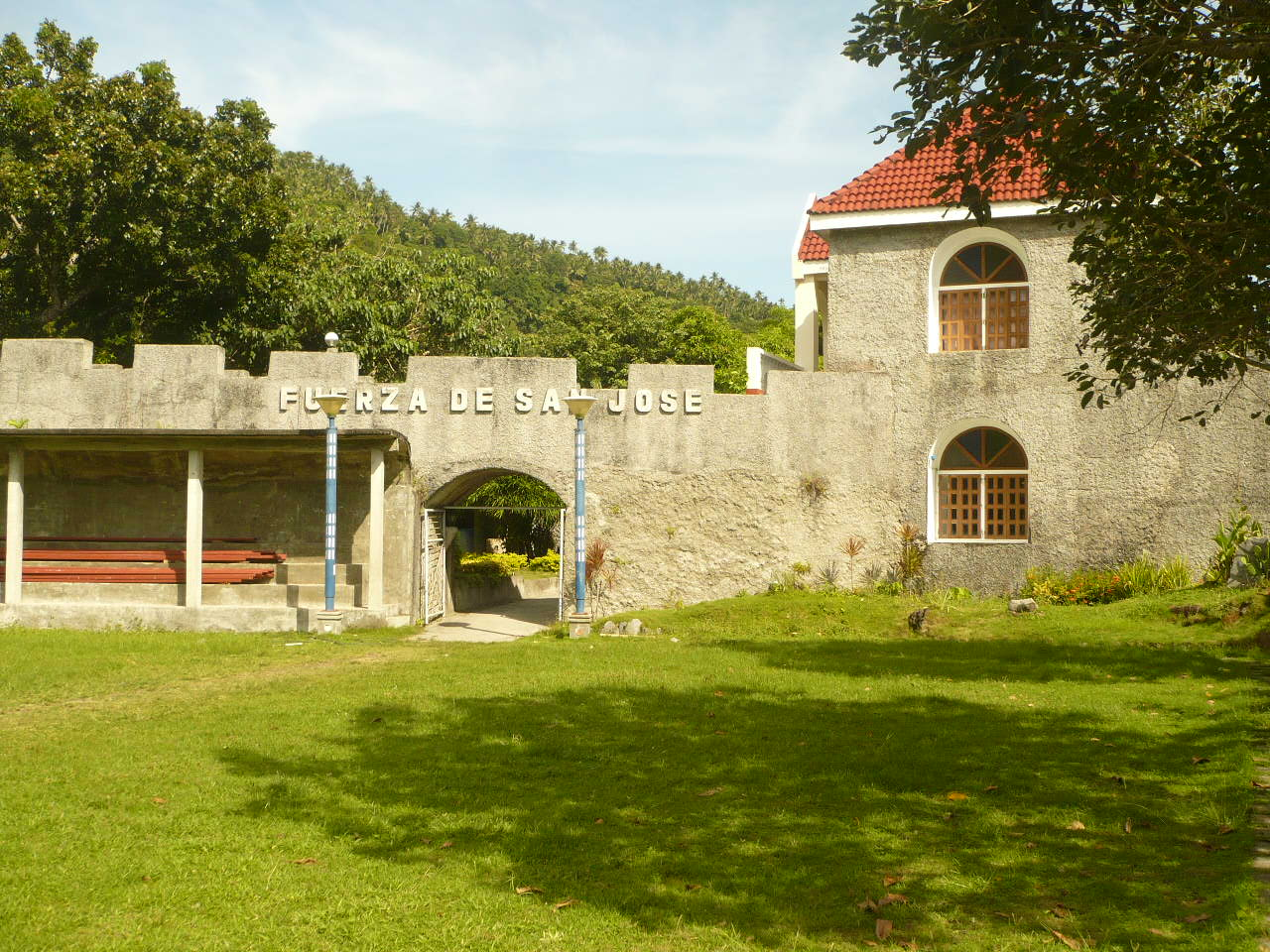
Fuerza de San José, fuerte de la era colonial española de Bantón.

### Historia temprana
Bantón ya estaba habitada durante la época precolonial, como lo demuestran algunos artefactos antiguos como ataúdes de madera y restos óseos encontrados en las cuevas de la isla en 1936 por un equipo de investigadores del Museo Nacional de Filipinas. Entre estos artefactos, se halló el paño de Bantón, una pieza de tela funeraria tradicional que situada en uno de los ataúdes de madera. Se estima que tiene 400 años de antigüedad, lo que lo convierte en el primer textil de urdimbre (teñido resistente a los lazos) conocido en Filipinas y el sudeste asiático. Estos artefactos ahora se conservan en el Museo Nacional de Antropología en Manila.

### Periodo colonial español
El municipio de Bantón fue fundado por las autoridades coloniales españolas en 1622, la primera ciudad establecida en Romblón, que entonces formaba parte de la provincia de Cápiz. Inicialmente se fundó en un emplazamiento al suroeste de su localización actual. La administración de las otras islas de Romblón quedó bajo la jurisdicción de Bantón hasta 1631, cuando se fundó Pueblo de Romblón. En 1640, debido a las frecuentes incursiones de los moros, que saquearon el asentamiento, se construyeron el fuerte Fuerza de San José y la iglesia parroquial de San Nicolás de Tolentino, ambos de piedra caliza, bajo el liderazgo del Padre Agustín de San Pedro, también conocido como El Padre Capitán, quien era el párroco de Bantón en ese momento. La construcción se completó en 1644 y, en 1648, San Nicolás de Tolentino se instaló como el santo patrón de la ciudad. El fuerte protegió efectivamente a la ciudad contra nuevas incursiones de los moros. Bantón dejó de ser parte de Cápiz cuando el gobierno colonial español creó la provincia político-militar de Romblón el 11 de enero de 1868.

### sigloXX
Cuando los estadounidenses introdujeron el gobierno civil en Romblón el 16 de marzo de 1901, Bantón fue uno de los 11 nuevos municipios restablecidos o creados. En 1918, el municipio pasó a llamarse Jones en honor del congresista estadounidense William Jones, autor de la Ley de Autonomía de Filipinas de 1916, que preveía una mayor autonomía para Filipinas bajo el dominio colonial estadounidense. El 8 de junio de 1940, con la aprobación de la Ley N.º 581 de la Commonwealth, todos los municipios de Romblón se disolvieron y Jones, junto con Corcuera y Concepción, se consolidaron en un municipio especial llamado Maghali, uno de los cuatro municipios especiales que la ley creó (el resto siendo Romblón, Tablas y Sibuyán). La reorganización resultó ser difícil para los líderes locales de la provincia, y tras la Segunda Guerra Mundial, la Ley de la República n.º 38 derogó la Ley de la Commonwealth n.º 581, restaurando a Jones a su estado anterior a la guerra. El 24 de abril de 1959, la Ley de la República N.º 2158 restauró el antiguo nombre de la isla, Bantón.

### sigloXXI
En 2013, Bantón fue uno de los sitios de una evaluación detallada de recursos realizada por el Departamento de Energía (DOE) de Filipinas, junto con la isla Maricaban en Batangas y la isla Balut en Saranggani. El estudio tuvo como objetivo determinar si la isla podía ser un emplazamiento para la generación de energía geotérmica de baja entalpía. Sin embargo, no se ha hallado ningún recurso geotérmico explotable en la isla. El 19 de marzo de 2013, el Museo Nacional declaró como Propiedad Cultural Importante el Sistema de Cuevas Guyangan de la isla, donde se encuentran ataúdes de madera precoloniales, restos y el Paño de Bantón.
El municipio de la isla fue devastado en gran medida por el tifón Melor el 15 de diciembre de 2015 y por el tifón Kammuri el 3 de diciembre de 2019.

## Geografía

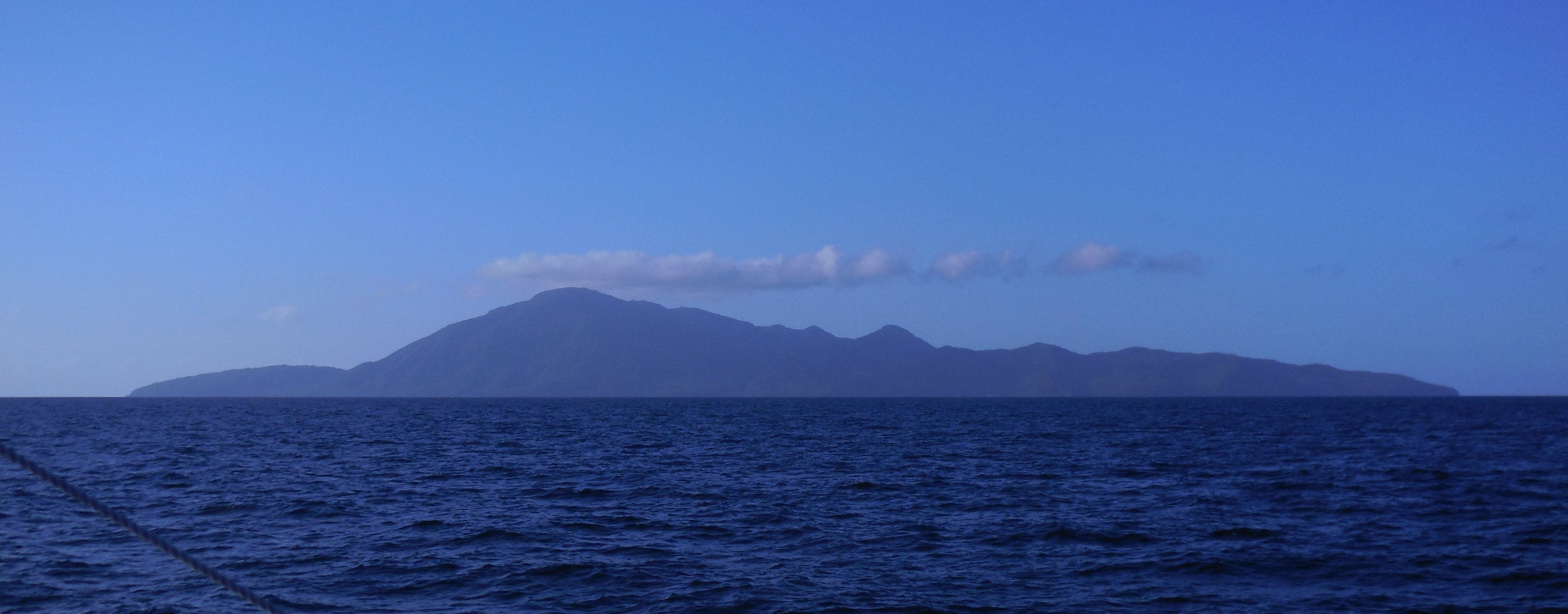
Isla Bantón.

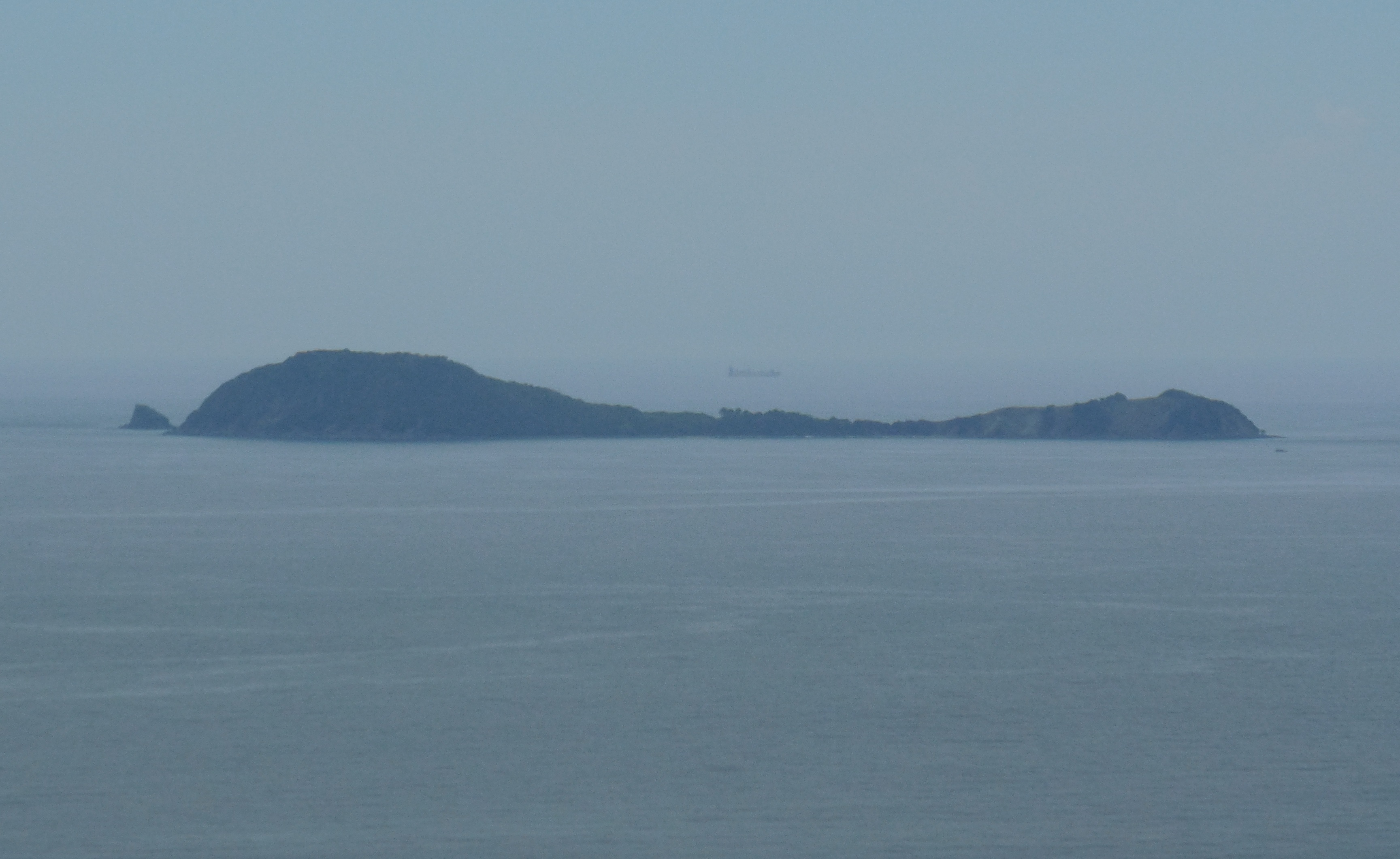
Isla Bantoncillo.

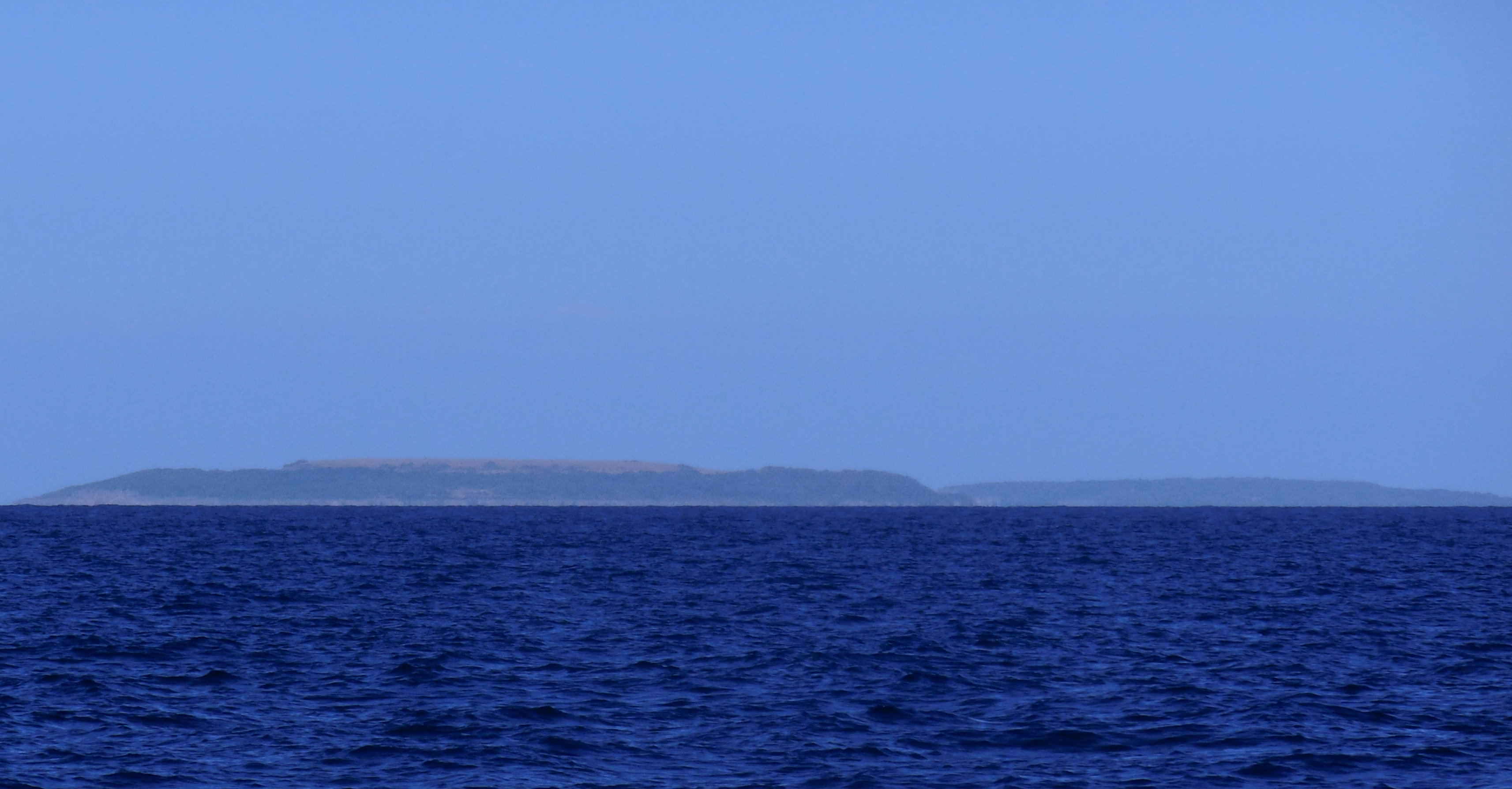
Las Islas Dos Hermanas, formadas por las islas Carlota e Isabel.

Bantón se encuentra en la porción norte del mar de Sibuyán, y es equidistante entre la isla Marinduque al norte y la isla Tablas al sur. Se compone de la isla principal de Bantón y las islas deshabitadas de Bantoncillo, Carlota e Isabel, las dos últimas conocidas colectivamente como las Islas Dos Hermanas. También hay un islote cerca de la playa de Tabonan en el noroeste de la isla.
Bantón tiene una superficie total de 3.248 hectáreas (32,48 km²). Basado en la petrología de las rocas, la isla es un volcán inactivo que se encuentra en la parte más meridional del arco volcánico Pleistoceno-Cuaternario del oeste de Luzón y puede haber estado activo durante el período del Plioceno. Debido a su origen volcánico, la isla tiene una topografía montañosa y rocosa, con muy pocos parches de tierra plana aptos para la agricultura. El punto más alto de la isla, el Monte Ampongo, se eleva a 596 metros (1,955 pies).

### Barangayes
Bantón se divide administrativamente en 17 barangayes.
| - se la enbollo - Banice - Hambi-an - Lagang - Libtong - Mainit - Nabalay - Nasunogan - Población | - Sibay - Tan-ag - Toctoc - Togbongan - Togong - Tungonan - Tumalum - Yabawon |

### Clima
Como parte de Romblón, Bantón se clasifica en el Tipo III del sistema de clasificación climática Corona. Este tipo de clima se describe como que no tiene estaciones húmedas o secas prominentes. La estación húmeda, que generalmente ocurre de junio a noviembre, puede extenderse hasta diciembre durante el inicio del monzón del suroeste. La estación seca de enero a mayo a veces puede tener períodos de lluvias o tormentas.
| Parámetros climáticos promedio de Bantón, Romblón | Parámetros climáticos promedio de Bantón, Romblón | Parámetros climáticos promedio de Bantón, Romblón | Parámetros climáticos promedio de Bantón, Romblón | Parámetros climáticos promedio de Bantón, Romblón | Parámetros climáticos promedio de Bantón, Romblón | Parámetros climáticos promedio de Bantón, Romblón | Parámetros climáticos promedio de Bantón, Romblón | Parámetros climáticos promedio de Bantón, Romblón | Parámetros climáticos promedio de Bantón, Romblón | Parámetros climáticos promedio de Bantón, Romblón | Parámetros climáticos promedio de Bantón, Romblón | Parámetros climáticos promedio de Bantón, Romblón | Parámetros climáticos promedio de Bantón, Romblón |
| Mes                                               | Ene.                                              | Feb.                                              | Mar.                                              | Abr.                                              | May.                                              | Jun.                                              | Jul.                                              | Ago.                                              | Sep.                                              | Oct.                                              | Nov.                                              | Dic.                                              | Anual                                             |
| ------------------------------------------------- | ------------------------------------------------- | ------------------------------------------------- | ------------------------------------------------- | ------------------------------------------------- | ------------------------------------------------- | ------------------------------------------------- | ------------------------------------------------- | ------------------------------------------------- | ------------------------------------------------- | ------------------------------------------------- | ------------------------------------------------- | ------------------------------------------------- | ------------------------------------------------- |
| Temp. máx. media (°C)                             | 28                                                | 29                                                | 29                                                | 27                                                | 32                                                | 31                                                | 29                                                | 30                                                | 31                                                | 30                                                | 29                                                | 28                                                | 29                                                |
| Temp. mín. media (°C)                             | 23                                                | 24                                                | 24                                                | 23                                                | 25                                                | 25                                                | 24                                                | 25                                                | 25                                                | 25                                                | 24                                                | 24                                                | 25                                                |
| Precipitación total (mm)                          | 102                                               | 27                                                | 30                                                | 129                                               | 120                                               | 237                                               | 189                                               | 186                                               | 126                                               | 231                                               | 162                                               | 90                                                | 1629                                              |
| Días de lluvias (≥ 1 mm)                          | 14                                                | 12                                                | 9                                                 | 11                                                | 20                                                | 20                                                | 21                                                | 22                                                | 19                                                | 21                                                | 17                                                | 17                                                | 203                                               |
| Fuente: World Weather Online                      |                                                   |                                                   |                                                   |                                                   |                                                   |                                                   |                                                   |                                                   |                                                   |                                                   |                                                   |                                                   |                                                   |

## Economía

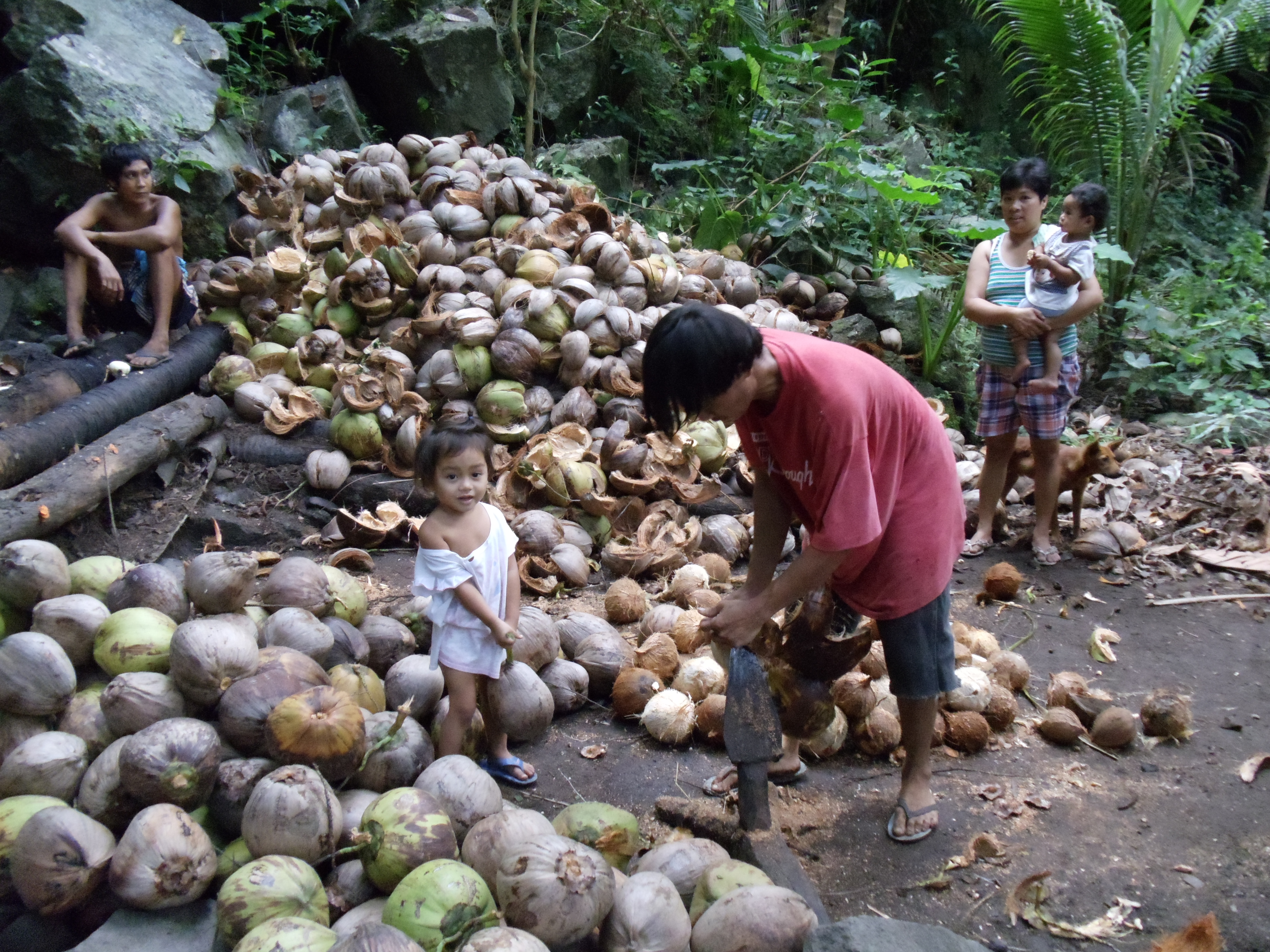
Cultivo de copra en Bantón.

Bantón tiene una economía principalmente agrícola, con el cultivo de copra y la pesca como las principales fuentes de sustento. También existe una industria artesanal indígena de palma de rafia. Otros cultivos importantes en la isla son las raíces (como la yuca, la batata), las frutas y las verduras. Los lugareños también se dedican a la cría de ganado para consumo local y la construcción naval a pequeña escala de botes y lanchas de madera.
Debido a la topografía rocosa de la isla y la falta de un suministro estable de agua dulce, la producción de arroz es difícil en la isla. Los comerciantes locales suministran a la isla arroz de Mindoro, Marinduque o Quezón. En los últimos años, la isla también se ha convertido en un pequeño centro turístico para expatriados asiáticos y turistas extranjeros de los Estados Unidos y otros países.

## Turismo

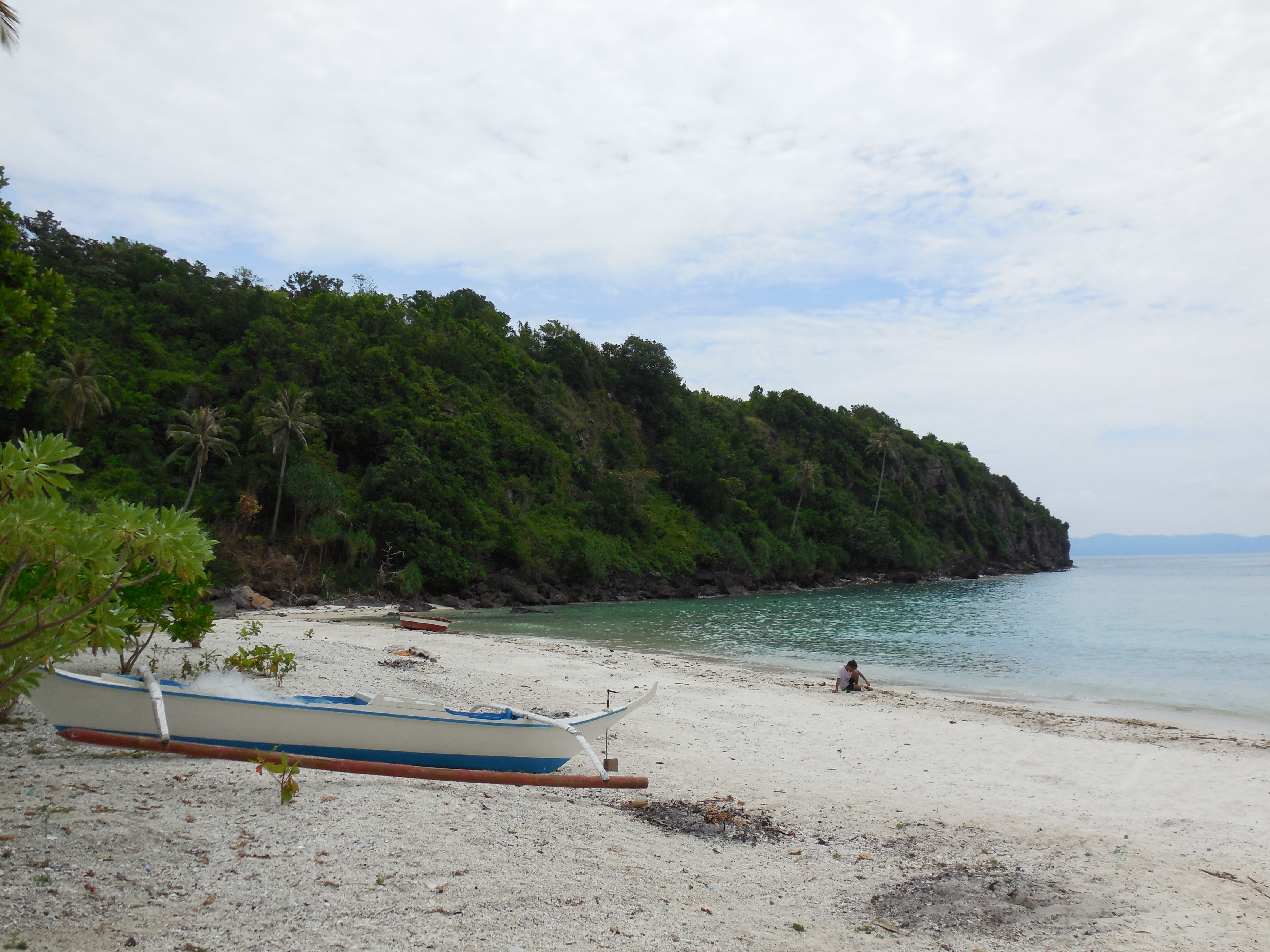
Playa de Tambak.

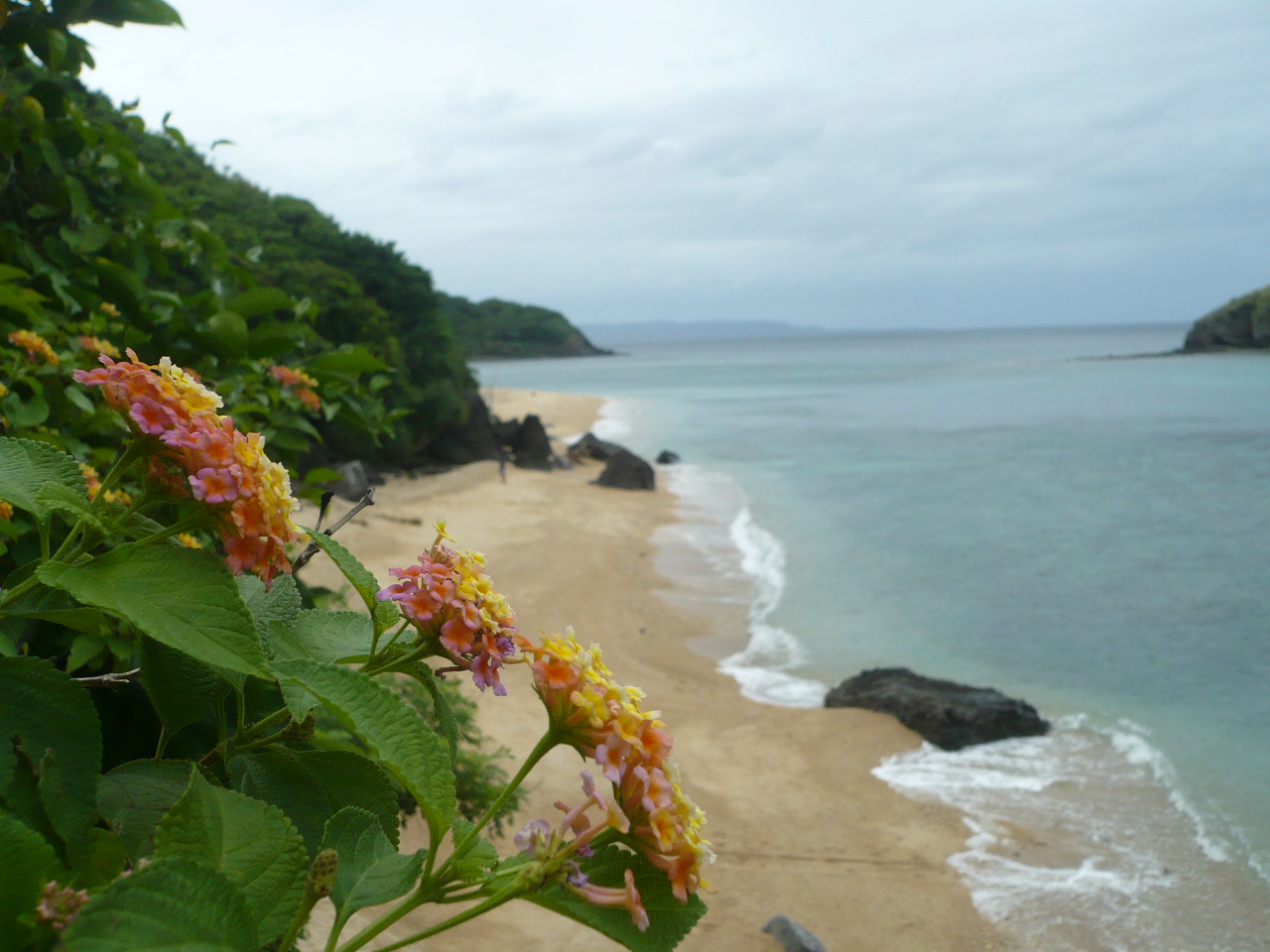
Playa de Tabonan.

Banton es un destino de turismo ecológico y patrimonio debido a sus playas, sitios de buceo, cuevas, iglesias y fortificaciones de la época colonial española.

### Patrimonio
Siendo el asentamiento más antiguo de Romblón, Bantón tiene varias fortificaciones e iglesias de la época colonial española, así como casas de la época de dominio estadounidense. Estos incluyen el fuerte Fuerza de San José, la iglesia de Bantón, el antiguo campanario hecho de piedra caliza en Everlast en la Población de Barangay, y una torre de vigilancia de piedra caliza en Onte en Barangay Toctoc. Hay una casa de la era estadounidense en Pinagkaisahan en la población de Barangay, que solía ser el Museo Ugat Faigao, pero ahora sirve como una tienda de sarisari. El Centro de Estudios Asi para la Cultura y las Artes (también en Everlast) sirve como un centro de información para el idioma así y la historia de Bantón, así como un depósito de los artefactos arqueológicos y culturales de Bantón. La iglesia de San Nicolás de Tolentino también tiene un pequeño museo de artefactos precoloniales y de la época española. Entre estos artefactos se encuentra un frasco complejo conocido localmente como balogodibo, que tres niños encontraron accidentalmente en Barangay Balogo en 2010.
El Museo Nacional de Filipinas también anunció en 2016 la construcción de un museo de sitio en la isla en una propiedad de 1.5 hectáreas donada por la familia Fabicón. El museo del sitio servirá como depósito de los tesoros culturales de la isla y realizará investigaciones sobre cómo preservar mejor el patrimonio intangible de la isla.

### Formaciones naturales
Las cuevas son formaciones naturales bien conocidas de Bantón. El sistema de cuevas de Guyangan, situado en el límite de Barangay Toctoc y Togbongan, tiene siete cuevas, algunas de las cuales fueron habitadas durante la época precolonial, y ahora es un importante tesoro cultural según lo declarado por el Museo Nacional. La colina de Guyangán, donde se encuentran las cuevas, también tiene una plataforma de vista natural llamada Manamyaw con vistas a la población de Barangay y al mar de Sibuyán. En un día despejado, las islas de isla de Sibuyán, Romblón y Tablas, así como la isla de Burias, se pueden ver fácilmente desde Manamyaw. La isla también tiene varias formaciones rocosas. Punta Matagar en Barangay Poblacion es una formación rocosa puntiaguda en forma de lanza o punta de flecha. En Barangay Banice, en la parte sur de la isla, se encuentra un arco de roca que se dice que es el anclaje de "Lolo Amang", una figura mitológica en el folklore náutico de Romblón similar al Flying Dutchman.

### Playas
Varias playas salpican la costa de Bantón, incluidas las playas de Macat-ang, Tabonan, Mahaba, Recodo, Togbongan, Mainit y Tambak. Algunos como Macat-ang, Tabonan y Tambak son playas de arena blanca, mientras que otros, como Togbongan, son de guijarros y rocas. Las aguas de la isla también son sitios de buceo bien conocidos, con corales que sirven como caldo de cultivo para meros, pargos, tiburones y rayas.

### Festivales
Bantón tiene festivales anuales religiosos y culturales. El festival de Sanrokan muestra la tradición local de compartir alimentos, especialmente alimentos, entre vecinos y comienza desde el Sábado Santo hasta el Domingo de Pascua. El festival tiene dos fases: el Sanrokan sa Barangay (compartir comida en las aldeas) y el Sanrokan sa Poblacion (compartir comida en el pueblo). Durante la celebración se celebran juegos de salón como perseguir al cerdo y al palosebo (escalar un palo de bambú engrasado para reclamar un premio). Esto es seguido por el baile callejero y el desfile de Hanrumanan (que significa "recuerdo / legado"). Mientras tanto, cada año, el 10 de septiembre, toda la isla rinde homenaje y homenaje al santo patrón de la ciudad, San Nicolás de Tolentino, a través del festival Biniray. La Santa Misa se celebra durante el día de la fiesta, seguida del desfile de la imagen del santo por la ciudad. Esto lleva a un desfile fluvial alrededor de la isla, con cada pueblo rindiendo homenaje al santo. Bantoanons también celebra un Viacrucis anual durante la Semana Santa y Flores de Mayo en mayo.

## Galería

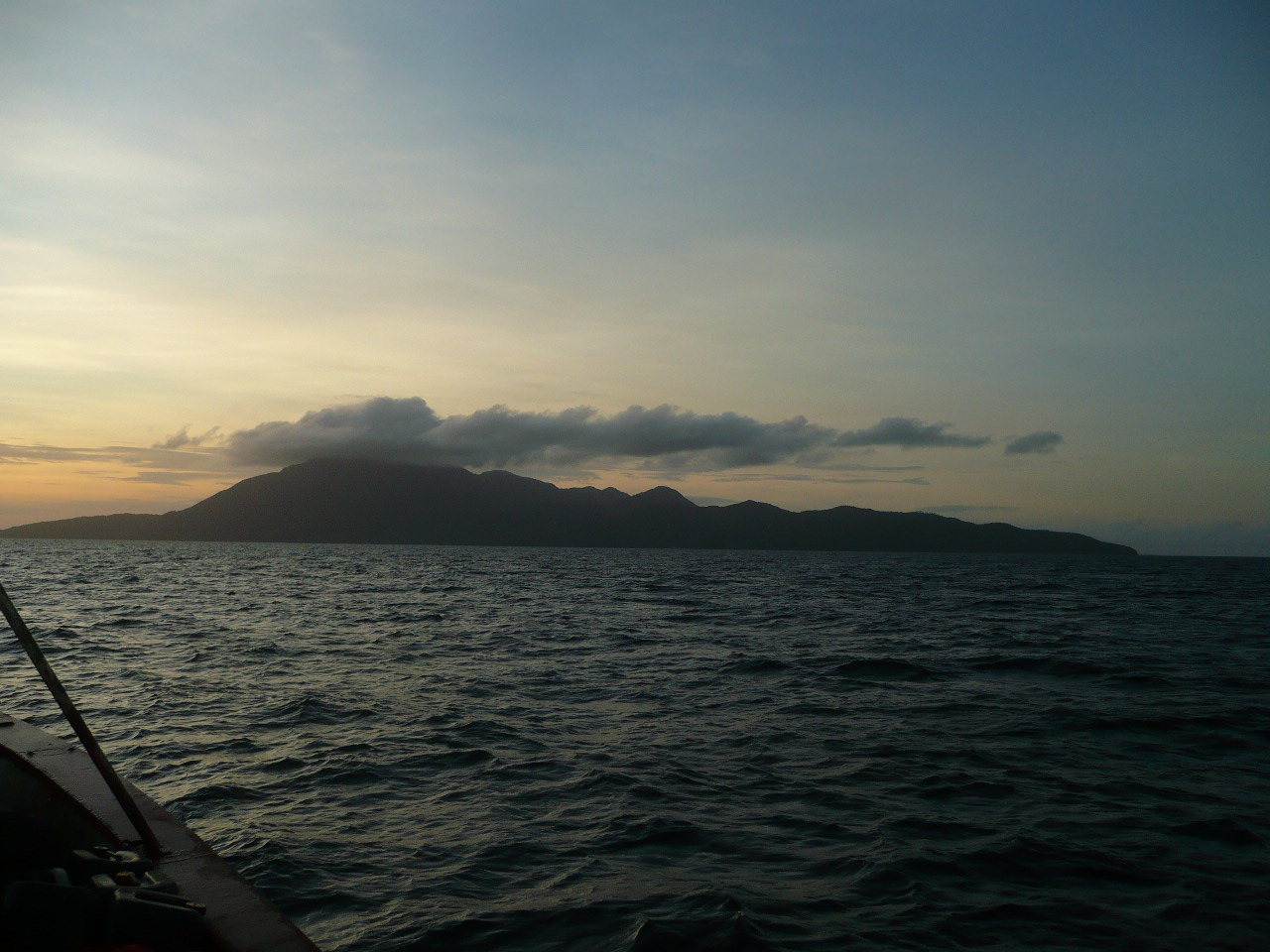
Isla Bantón en el Mar de Sibuyán
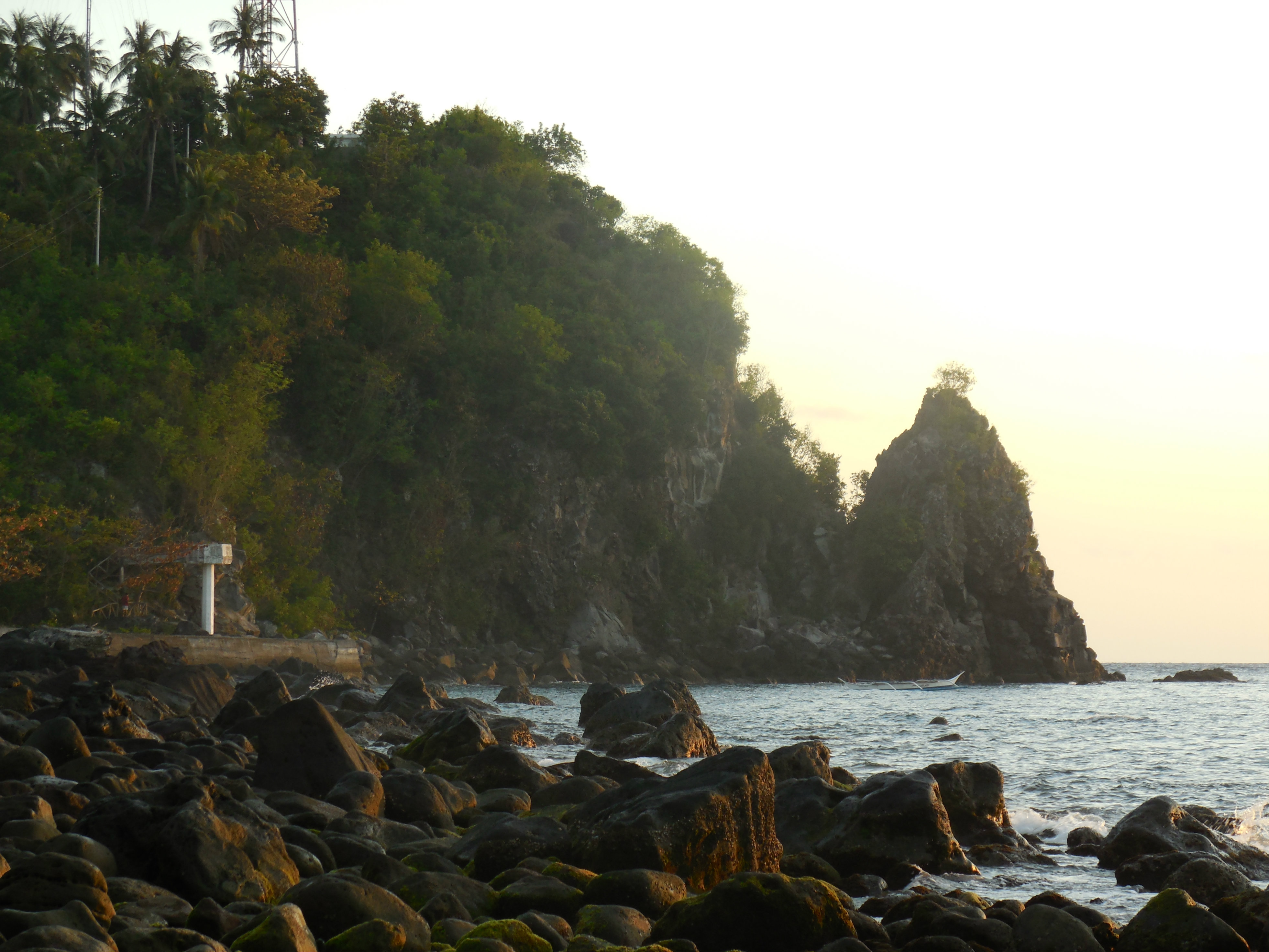
Formación rocosa de Punta Matagar
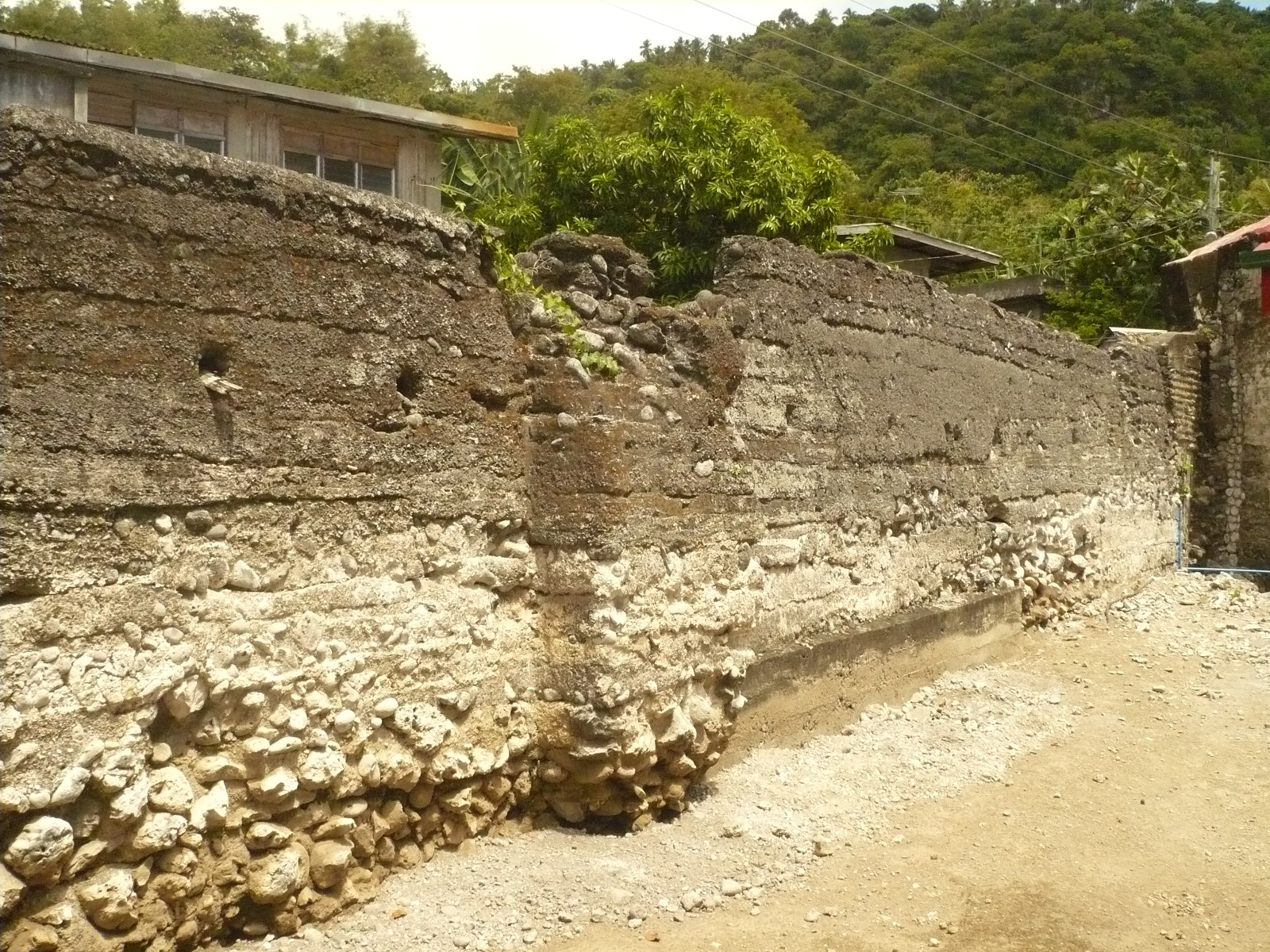
Los muros de piedra caliza del fuerte Fuerza de San José (siglo XVII)
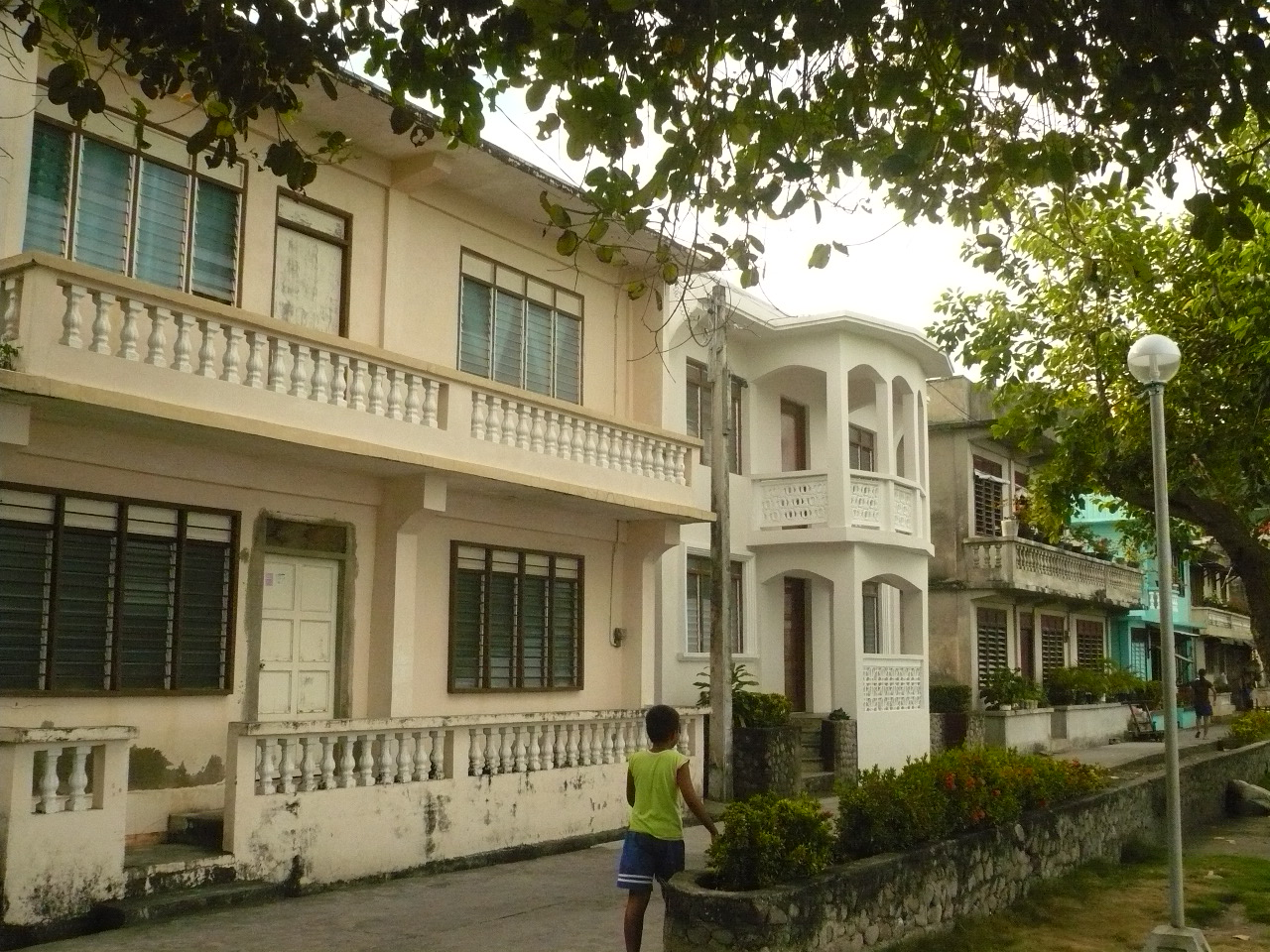
Casas patrimoniales a lo largo del malecón de Bantón
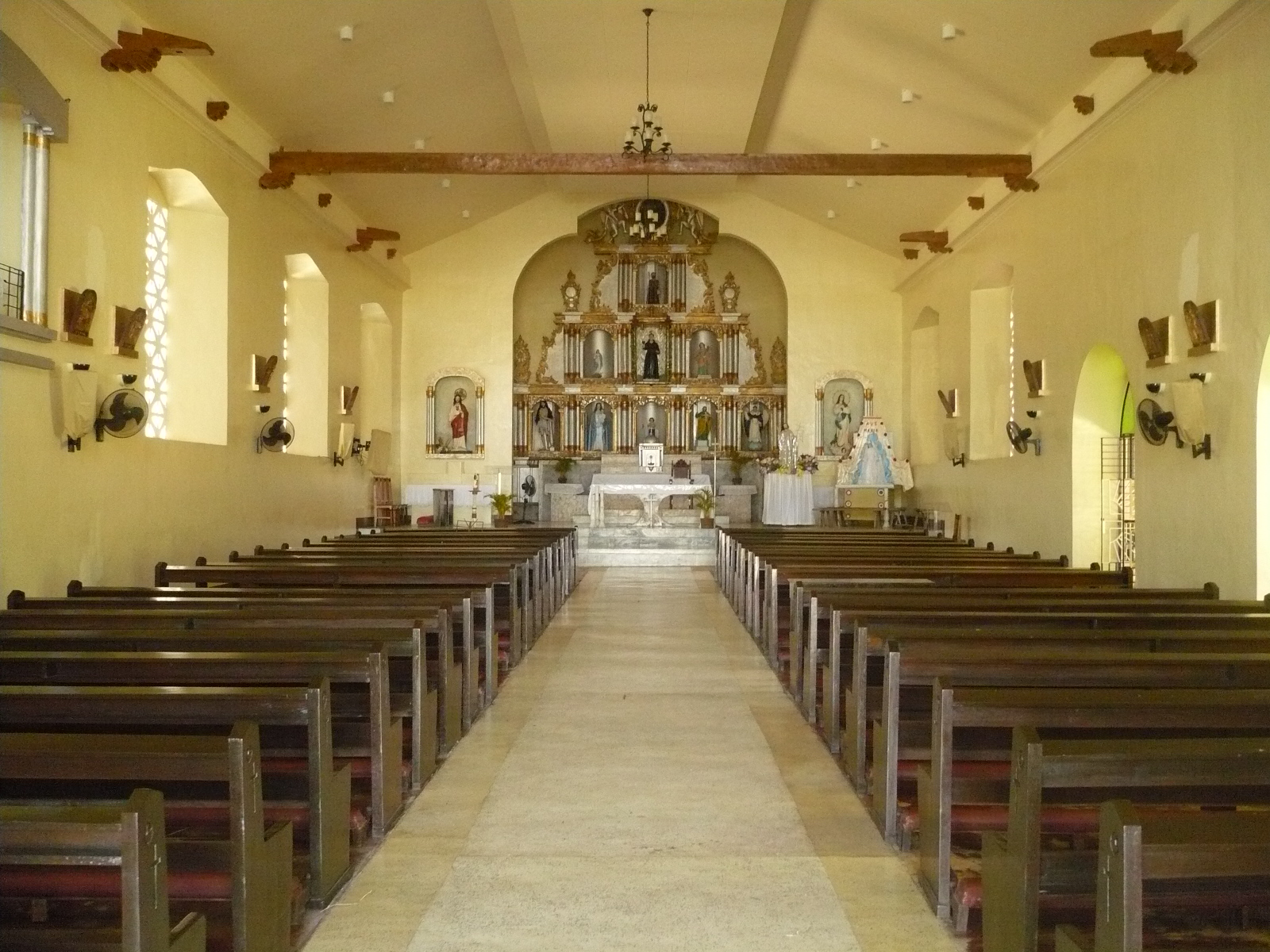
El interior de la Iglesia Parroquial de San Nicolás de Tolentino
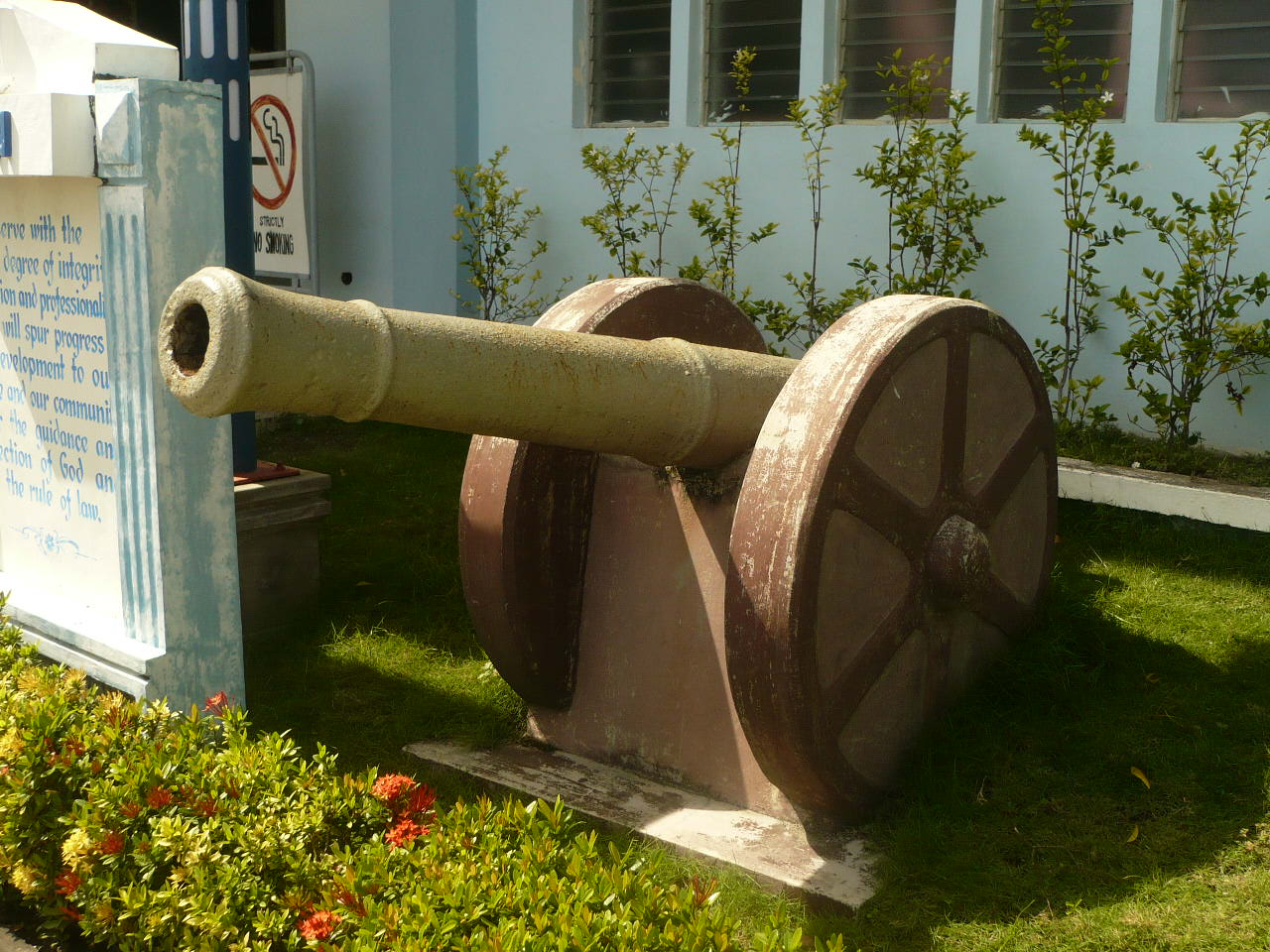
Un cañón de la época colonial española frente al Centro Cívico de Bantón
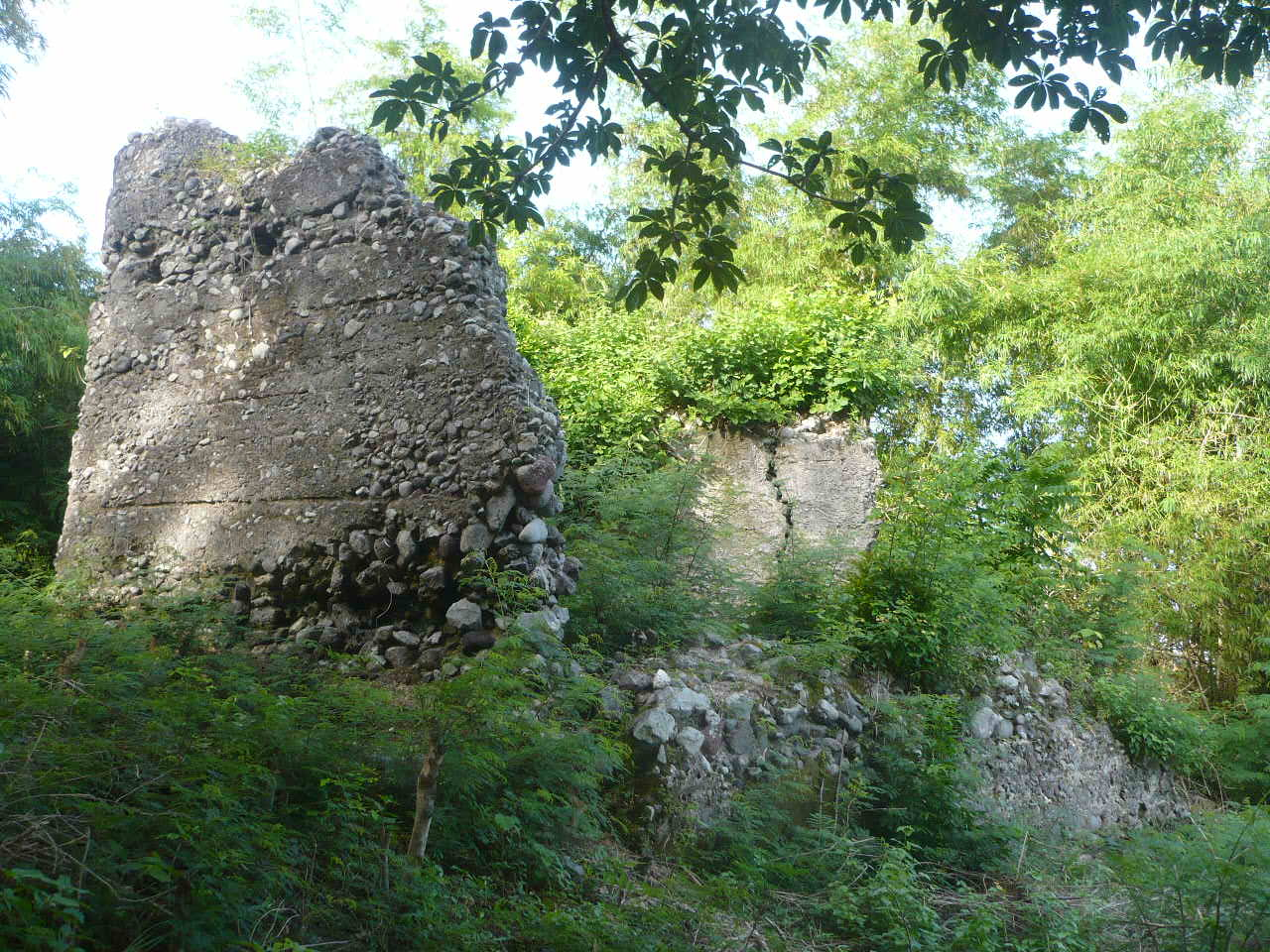
Ruinas de una antigua torre de vigilancia española en el barrio Onti